# Waldemar de Moraes
Waldemar Leite de Moraes (São Paulo, 10 de novembro de 1929 - São Paulo, 16 de julho de 2011) foi um ator, roteirista e diretor e produtor de televisão brasileiro.
Em 1940, aos onze anos de idade, obteve emprego de ator na Rádio Record, de São Paulo, por intermédio do então diretor da emissora, Otávio Gabus Mendes, onde foi escalado para diversos programas. Em  concomitantemente tornou-se contra-regra na Rádio Bandeirantes. Ainda trabalhou na Rádio Cosmos, atual rádio América, e na Rádio São Paulo, que na época era a líder em rádio-teatros.
Já na televisão produziu programas de TV, entre os quais o do super-herói Capitão 7, para a TV Record. Seria contratado para a TV Tupi do Rio, ainda foi diretor da Copacabana Discs, no Rio de Janeiro. Mudou-se para o Sul  do país para ser diretor artístico da Rádio Farroupilha, de Porto Alegre; posteriormente foi para a Rádio Gaúcha.
Volta a São Paulo em 1963, contratado pela TV Excelsior, passou a dirigir novelas, como Redenção, e gravou programas, como os de Bibi Ferreira. Em 1973 dirigiu a novela Quero Viver, co-produção da TV Record com a TV Rio. Trabalhou na TV Bandeirantes, e mais tarde, juntou-se ao grupo de Roberto Montoro, na Rádio Mulher, tendo ajudado a fazer a Rede Mulher de Televisão. Também foi diretor da empresa pública Radiobrás, em Brasília.